# Emil Brenning
Gottlieb Heinrich Emil Brenning, född den 15 april 1837 i Münden, död den 24 januari 1915 i Weener, Ostfriesland, var en tysk litteraturhistoriker.
Brenning, som var professor vid Bremens Hauptschule, utgav litteraturhistoriska studier över Leopold Schefer (1883), Otto Funcke (1884), Adolf Friedrich von Schack (1885) och Gottfried Keller (1891) med flera, en illustrerad tysk litteraturhistoria samt en undersökning om Die Gestalt des Sokrates in der Literatur des vorigen Jahrhunderts (1899).